# Andelsboligforening
En andelsboligforening eller andelsboligselskab er en forening eller et selskab, der har til formål at erhverve, eje og drive en ejendom til beboelse for andelsboligforeningens medlemmer. Den enkelte andelshaver ejer således ikke deres bolig, men ejer til gengæld en andel af foreningen, og har i den forbindelse fået brugsretten til en bolig.
En almen boligorganisation kan være organiseret på andelsbasis. Men de adskiller sig på mange måder fra de private andelsboligforeninger. Først og fremmest ved at tildeling og udlejning sker efter reglerne om udlejning af almene boliger.

## Definition

### Om vedtægten
Vedtægten er retsgrundlaget for en andelshavers medlemskab af andelsboligforeningen. Vedtægten er en aftale, indgået mellem andelshaver og andelsboligforeningen, som fastlægger rammerne for medlemskabet og som regulerer forholdene i foreningen.

### Pålæggelse af rettigheder og pligter
Vedtægten kan, som enhver aftale, pålægge pligter og giver rettigheder til aftaleparterne. En rettighed kunne for eksempel være fremleje, mens en pligt kunne være at andelshaveren varetager den indre vedligeholdelse i den lejlighed, som andelshaveren bebor.

### Pris
Prisen på en andelsbolig er ikke fri ligesom andre boligformer. Prisen bliver fastlagt i henhold til Andelsboligforeningsloven, og består af andelens værdi tillagt egne forbedringer, og dertil muligheden for et tillæg eller et fradrag for enten god eller dårlig vedligeholdelsesstand.
Andelens værdi udregnes ud fra det oprindelige indskud, der blev indbetalt, da andelsboligforeningen blev stiftet. Dette indskud ganges med den såkaldte andelskrone, som er en værdi, der bliver fastlagt på baggrund af andelsboligforeningens aktuelle økonomiske forhold. Er andelsboligforeningens lån f.eks. blevet nedbragt siden stiftelsen, hvilket næsten altid vil være tilfældet, vil andelskronen således være større end 1, og andelen være mere værd end ved stiftelsen.
Med virkning fra 1. juli 2018 er der vedtaget en lov, som sætter en skærpelse omkring andelsforeningen samt forældelsesfristen ved køb til overpris. Ligeledes er der sat yderligere krav i forhold til finansiering og valuarvurderinger, som anslås, at påvirke de fleste andelsforeninger i Danmark.

### Pant og udlæg
I forbindelse med pant og udlæg skal man være opmærksom på den særlige andelskonstruktion, som definerer andelsboligforeningen. Da man ikke ejer nogle mursten, men derimod en ideel anpart af andelsboligforeningen, er det denne, der kan gives pant eller blive foretaget udlæg i. I den forbindelse skal panthaver have en erklæring om andelshavers adkomst til en ideel anpart af foreningens formue.

## Om andelsboligforeningerne i praksis

### Generalforsamlingen
En andelsboligforening bliver styret af generalforsamlingen, der er en demokratisk forsamling bestående af andelshaverne, og beslutninger bliver taget ved afstemning blandt andelshaverne. For at holde den demokratiske linje er der derfor oftest processuelle regler, der skal overholdes i forbindelse med disse afstemninger. F.eks. er der regler om, at et vist minimum af andelshaverne skal være til stede på generalforsamlingen, og der er ligeledes forskellige vedtagelsesregler.

### Bestyrelsen
Foreningens daglige drift varetages af en bestyrelse, der bliver valgt på generalforsamlingen. Bestyrelsen står i den forbindelse for opkrævningen af boligafgiften, overdragelse osv., samt kontakt til evt. eksterne fagmænd – f.eks. revisorer eller advokater.
Nogle foreninger har valgt at lade sig administrere af en professionel administrator, som overtager mange af bestyrelsens opgaver, hvilket, specielt i ganske små eller meget store foreninger kan være en klar fordel, da administrationen af foreningen kan være besværlig, enten på grund af få andelshavere der har lyst til at sidde i bestyrelsen, eller ved de store foreninger opgavens omfang. 

### Vedligehold
Spørgsmålet om hvorvidt det er andelsboligforeningen eller andelshaver, som skal bekoste vedligehold af ejendommen eller boligen, vil altid være reguleret i foreningens vedtægt. En af fordelene ved at bo i en andelsboligforening er netop, at andelsboligforeningerne ofte vil varetage den ydre vedligeholdelse, hvorfor besværlige og dyre opgaver, såsom facadevedligehold og udskiftningen af vinduer osv. vil blive foretaget fælles, hvilket også ofte vil gøre opgaven billigere.

### Forbedringer
En andelshaver kan foretage forbedringer i dennes lejlighed. Værdien af disse forbedringer kan andelshaveren lægge til andelens værdi ved salg af andelen. Netop dette aspekt er med til at adskille andelsboligen fra en lejebolig.

### Fællesarbejde
Et af de mere særegne aspekter af andelsboligformen er, at en andelsboligforening ofte vil have et socialt fællesskab, og at mange af de vedligeholdelsespligter, der ved en ejerbolig ville skulle udføres alene, i en andelsboligforening udføres i fællesskab. Der er mange forskellige modeller, som fællesarbejde kan fungere efter, men fælles for modellerne er, at det oftest er det frivillige aspekt der er fremherskende.

## Lovgrundlag
En privat andelsboligforening drives på baggrund af Lov om andelsboliger og andre boligfællesskaber (andelsboligloven), foreningens vedtægter samt de almindelige foreningsretlige grundregler.
Indholdet af vedtægterne kan generalforsamlingen selv fastsætte. Vedtægterne fastlægger bl.a. ledelsen af andelsboligforeningen samt beboernes rettigheder og pligter.

### 1977: Forbud mod omdannelse af andelsboliger til ejerlejligheder
En ændring af ejerlejlighedsloven i 1977 gjorde det umuligt at omdanne en andelsboligforening til en ejerboligforening. Det fremgår af § 10 i loven, at ejendomme, der tilhører private andelsboligforeninger, ikke kan udstykkes i ejerlejligheder. Endvidere fremgår det af samme § 10, at der kun kan etableres ejerlejligheder i bygninger, hvis opførelse er påbegyndt efter den 1. juli 1966, eller som er bygningsfredede.

### 2003: Afdragsfri lån indføres
I 2003 vedtog et flertal i Folketinget loven om afdragsfri realkreditlån, der blev fremsat af Bendt Bendtsen. Loven omfatter også andelsboligforeninger, som dermed kunne belånes med afdragsfri lån. Lovforslaget blev vedtaget med 99 stemmer (V, S, DF, KF og RV) mod 13 (SF, EL og KRF).

### 2004: Mulighed for pantsættelse af andele
Med en lovændring i 2004 gjorde et flertal i Folketinget det muligt for den enkelte andelshaver at optage lån med sikkerhed i andelens værdi. Dermed kom en andelsbolig til at minde om en ejerbolig. Lovforslaget blev vedtaget med 59 stemmer (V, DF, KF, KD) mod 46 (SF, EL, RV, S).

### 2005: Forbud mod salg af private andelsboligejendomme
Økonomi- og erhvervsminister Bendt Bendtsen foreslog et lovindgreb mod spekulativt salg af private andelsboligejendomme, der blev vedtaget i 2005 af alle Folketingets partier. Anledningen var en række tilfælde, hvor andelsboligforeninger have opløst sig selv og med et snuptag givet andelsboligejerne en skattefri fortjeneste. Efter lovændringen er det kun muligt at videresælge en andelsboligejendom som privat udlejningsejendom. Lovændringen indfører et forbud mod, at en andelsboligforening erhverver en ejendom, der ejes af en andelsboligforening, eller som inden for de seneste 5 år har været ejet af en andelsboligforening.